# Sabaton
Sabaton – szwedzka grupa wykonująca muzykę z pogranicza power i heavy metalu. Tematyka większości utworów jest powiązana z wojną.
Powstała w 1999 w Falun. Do 2022 zespół wydał dziesięć albumów studyjnych niejednoznacznie ocenianych przez krytyków muzycznych. W 2006 i 2007 roku uznana za najlepszy zespół hardrockowy w Szwecji. Grupa wielokrotnie występowała w Polsce.

## Historia

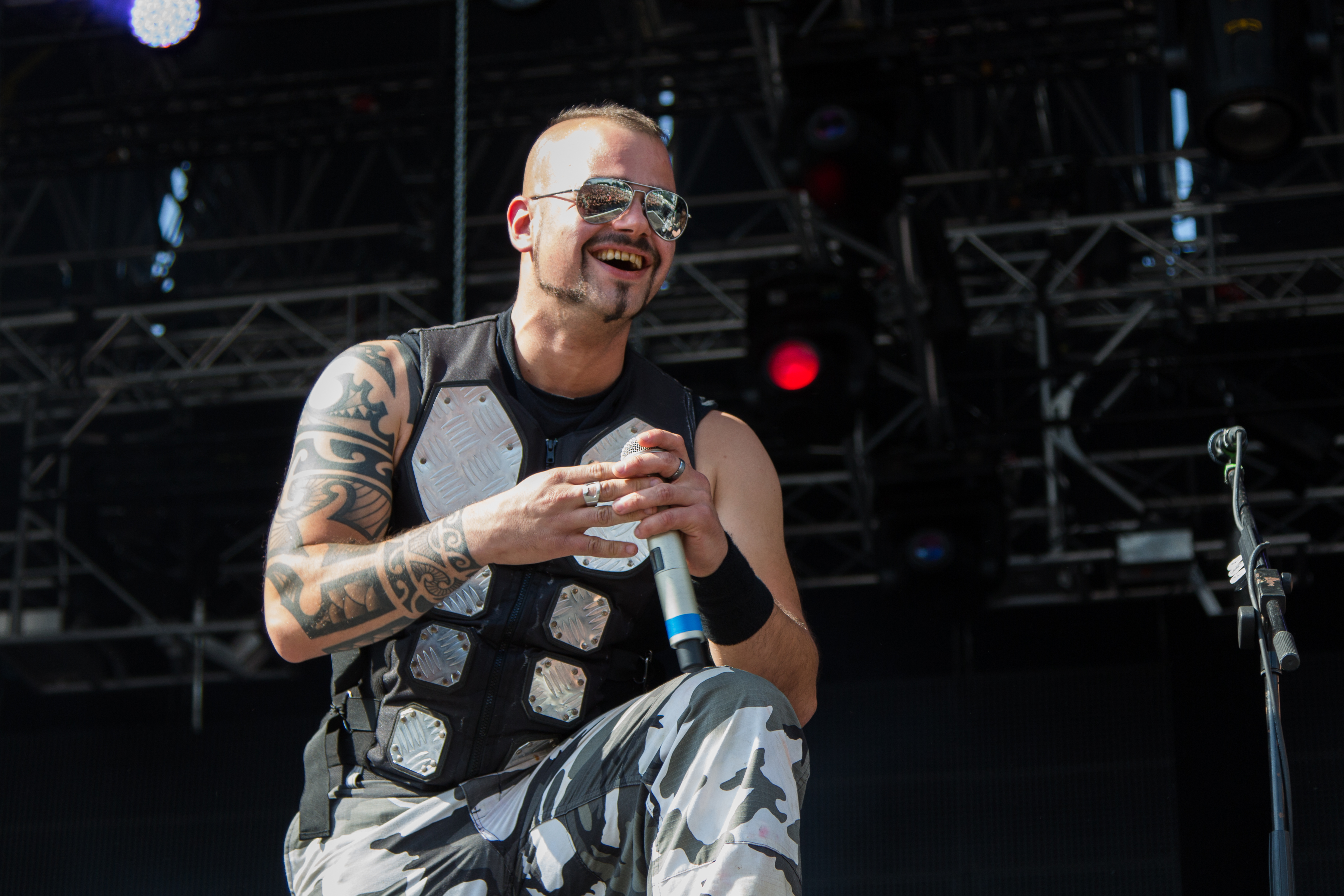
Joakim Brodén podczas koncertu na festiwalu See-Rock 1 sierpnia 2014 roku

Grupa powstała w 1999 roku w Falun z inicjatywy wokalisty i klawiszowca Joakima Brodéna, gitarzystów Rikarda Sundéna i Oskara Monteliusa, basisty Pära Sundströma oraz perkusisty Richarda Larssona. Nazwa zespołu pochodzi od angielskiej nazwy trzewików, czyli części pełnej zbroi płytowej osłaniającej stopę. Zimą 2000 roku w studiu Abyss muzycy zarejestrowali kilka utworów. Tego samego roku nakładem Underground Symphony ukazała się kompilacja pt. Fist for Fight. W 2001 roku Larsson odszedł z zespołu, a zastąpił go Daniel Mullback. 4 marca 2005 roku nakładem Black Lodge Records ukazał się debiutancki album formacji zatytułowany Primo Victoria. Wkrótce potem do grupy dołączył Daniel Mÿhr, który objął część obowiązków Brodéna. W ramach promocji grupa dała szereg koncertów w Niemczech i Szwecji, w tym na festiwalach Gates of Metal oraz Sweden Rock Festival.
28 lipca 2006 został wydany drugi album grupy pt. Attero Dominatus. Płyta była promowana podczas siedmiotygodniowej europejskiej trasy koncertowej wraz z Edguy i DragonForce. Ponadto do utworów „Attero Dominatus” i „Metal Crüe” zostały zrealizowane teledyski. 16 marca 2007 roku ukazał się trzeci album zespołu pt. Metalizer. Dwupłytowe wydawnictwo zawierało niewydany poprzednio debiutancki album formacji oraz jako bonus demo Fist For Fight. Album dotarł do 21. miejsca szwedzkiej listy sprzedaży. W styczniu 2008 ponownie w studiu Abyss muzycy rozpoczęli prace nad nowym albumem. 30 maja 2008 roku został wydany czwarty album formacji zatytułowany The Art of War. Album został oparty na starożytnej księdze o nazwie Sztuka wojenna, która została napisana w VI w. p.n.e. przez chińskiego stratega Sun Zi. Na płycie znalazła się m.in. kompozycja pt. 40:1 opisująca bitwę pod Wizną.

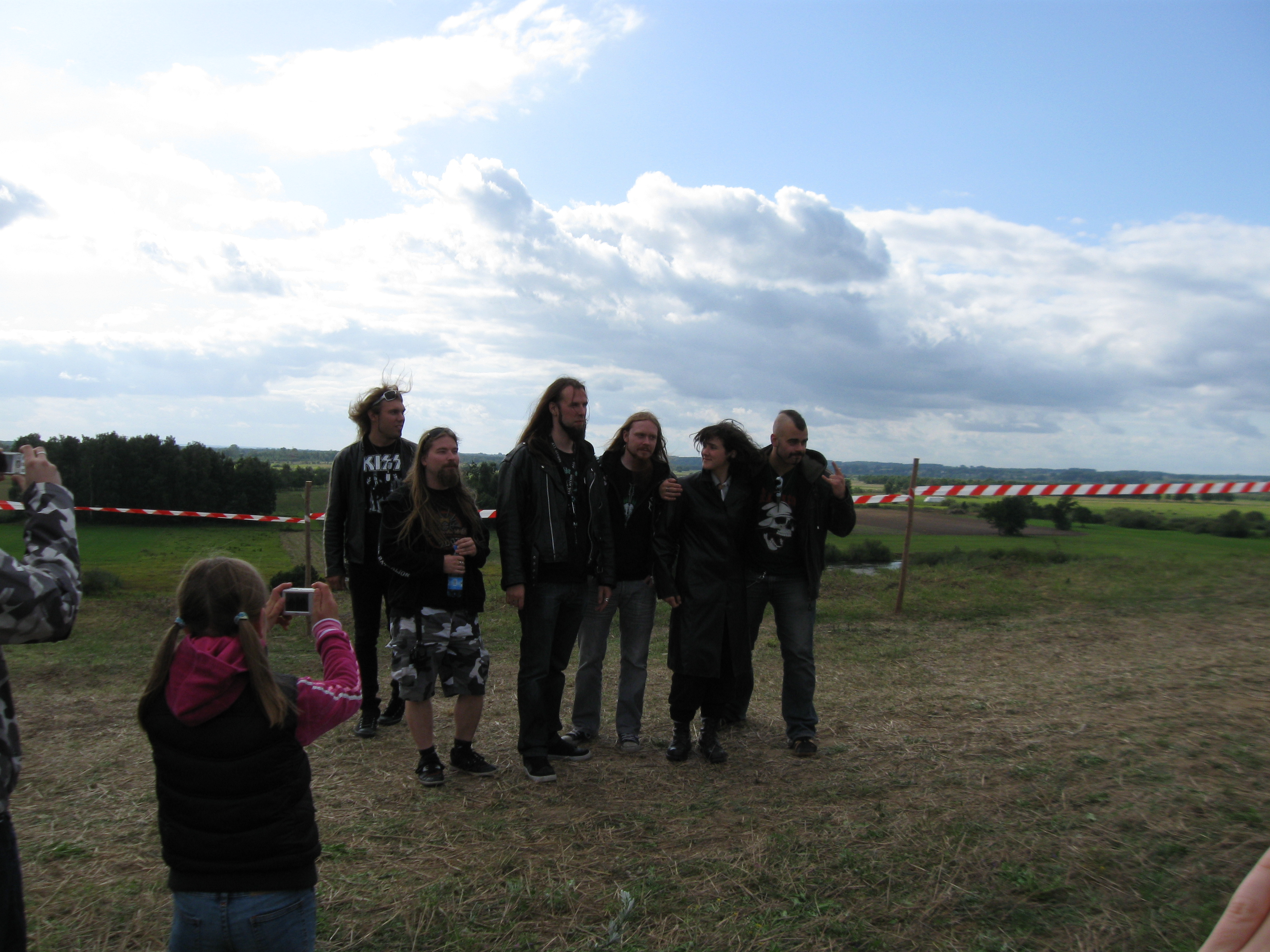
Członkowie zespołu Sabaton na Górze Strękowej, 2009 r.

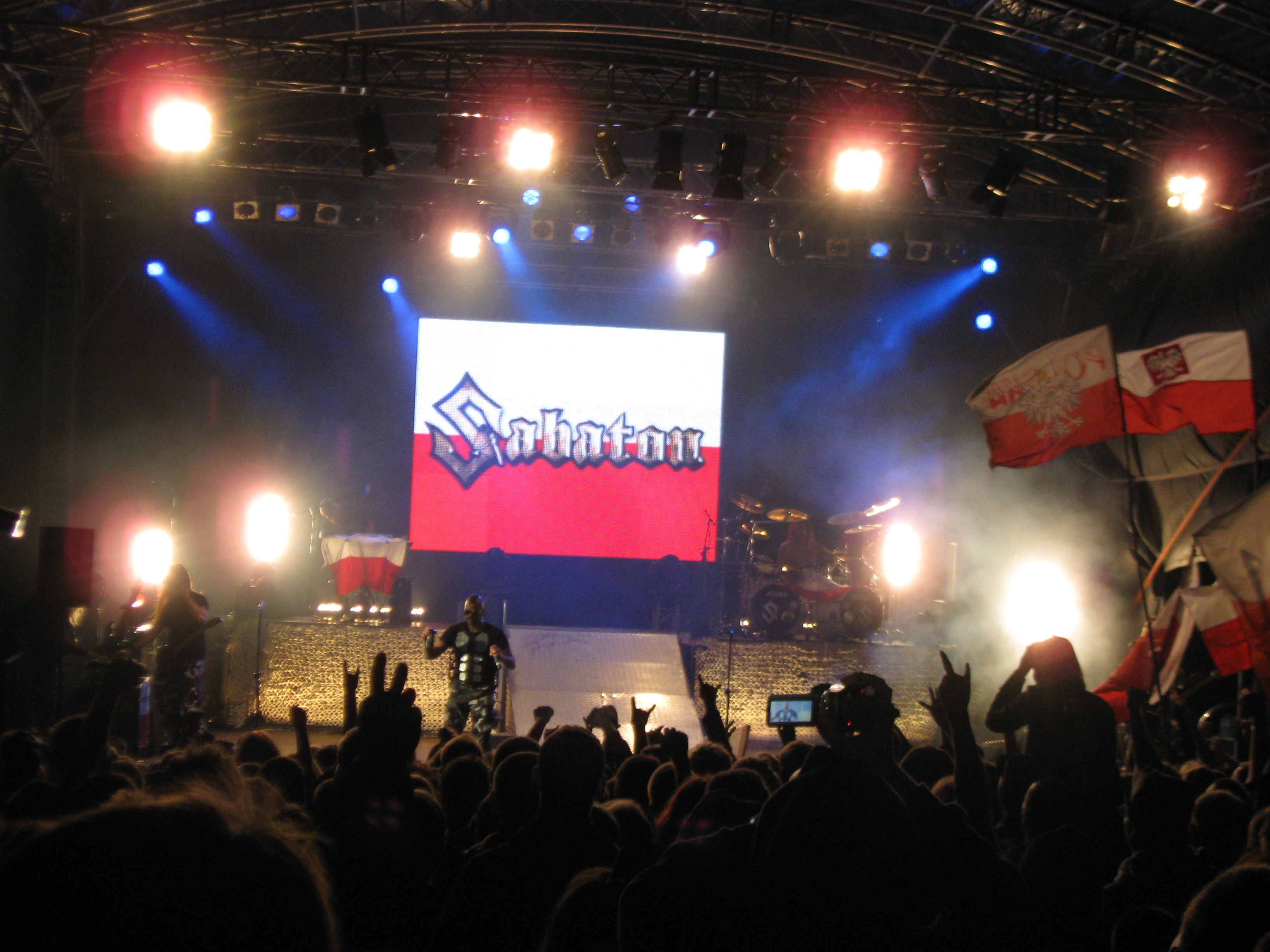
Koncert zespołu Sabaton na Górze Strękowej, 2009 r.

Od marca 2008 do listopada 2009 roku muzycy dali siedemdziesiąt dwa koncerty w ramach trasy koncertowej Art of Live Tour. 21 maja 2010 ukazał się piąty album Sabaton zatytułowany Coat of Arms. Na wydawnictwie ukazała się m.in. kompozycja pt. „Uprising” opowiadająca o powstaniu warszawskim z 1944 roku. Teledysk do tej piosenki z udziałem generała Waldemara Skrzypczaka oraz Petera Stormare został nakręcony w maju tego samego roku w Fabryce Norblina w Warszawie. Jego premiera odbyła się 1 sierpnia 2010 roku.
W 2012 w zespole doszło do rozłamu, w efekcie skład opuścili Daniel Mÿhr, Daniel Mullback, Rikard Sundén oraz Oskar Montelius. Nowymi członkami zostali: perkusista Robban Bäck oraz gitarzyści Christoffer Rörland i Thobbe Englund.
2 marca 2013 członkowie zespołu spotkali się z polskim ministrem MON Tomaszem Siemoniakiem, który wręczył im m.in. pamiątkowe kordziki.

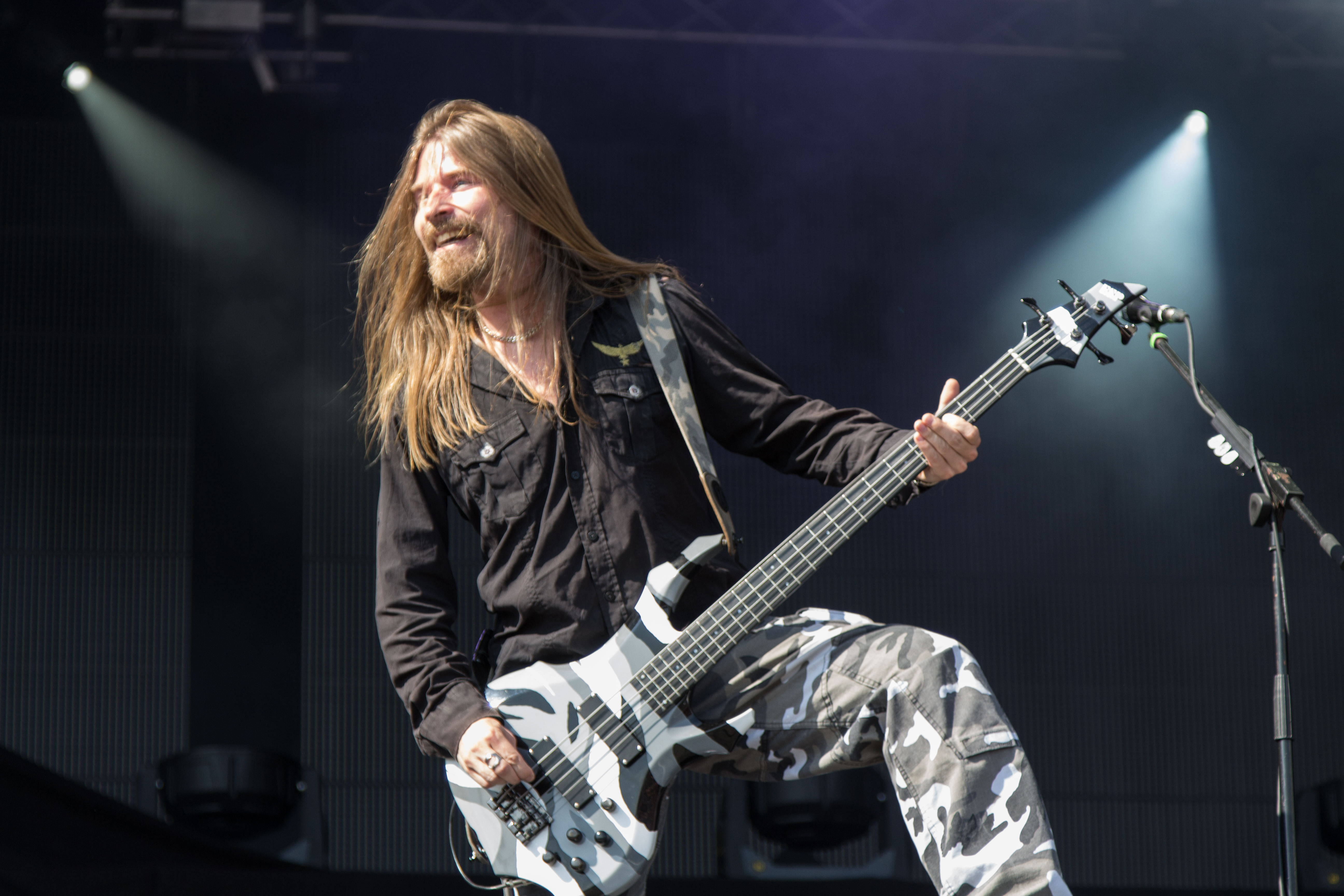
Pär Sundström podczas koncertu na festiwalu See-Rock 1 sierpnia 2014 roku

Na początku 2014 roku zespół nagrał kolejny, siódmy album, pod tytułem Heroes. Był to pierwszy album studyjny z nowym składem. Pierwszego kwietnia tego roku wyszedł pierwszy singel tej płyty „To Hell And Back”, do którego powstało „lyrics video”. Drugiego maja ukazał się drugi, pt. „Resist And Bite”, a dwa dni przed premierą całej płyty zespół opublikował teledysk do utworu „To Hell And Back”. Album Heroes miał premierę 14 maja 2014 roku w Szwecji, natomiast dwa dni później w całej Europie, 19 maja w Wielkiej Brytanii oraz 27 maja w pozostałych regionach świata.
W 2015 roku zespół udał się w tournée. Podczas sezonu festiwalowego Sabaton zagrał na „Wacken Open Air”, na którym wykonał utwór „Gott Mit Uns” ze zmienionym tekstem i pod innym tytułem – „Noch Ein Bier”. Zespół zorganizował niemiecką edycję swojego festiwalu „Sabaton Open Air” – „Noch Ein Bier Fest”. W tym roku w Wiedniu Sabaton zagrał pierwszy koncert z orkiestrą symfoniczną. 2 października 2015 zespół wydał album koncertowy zatytułowany Live on the Sabaton Cruise 2014 nakładem wytwórni Chaos Regins, płyta zawierała zarejestrowany rejs „Sabaton Cruise” z 2014 roku. Płyta została wydana wyłącznie w Japonii.
W 2016 roku ukazał się album The Last Stand, na którym m.in. znalazł się utwór „Winged Hussars” opowiadający o udziale polskiej husarii w bitwie pod Wiedniem przeciwko islamskiemu Imperium Osmańskiemu.
W 2019 roku wydano album koncepcyjny The Great War opowiadający o wydarzeniach z I wojny światowej.
Z końcem 2020 roku Joakim Brodén zapowiedział, że ponownie pojawią się w studiu, by nagrać nową płytę. 26 lutego 2021 Sabaton opublikował nowy utwór zatytułowany „Livgardet” poświęcony szwedzkiemu pułkowi gwardii królewskiej z okazji 500-lecia jego powstania. 4 marca 2022 roku ukazał się album The War to End All Wars. Tego samego roku 30 września zespół wydał minialbum Weapons Of The Modern Age będący kompilacją piosenek o wynalazkach wojennych z I wojny światowej. 20 stycznia 2023 Sabaton wypuścił kolejny minialbum Heroes Of The Great War, który opowiada o „najdzielniejszych i godnych uwagi bohaterach I wojny światowej”. Album okazał się być drugim z trylogii minialbumów zatytułowanej „Echoes Of The Great War”. W 2023 roku ukazał się album Stories From The Western Front, z tytułowym utworem 1916.

## Muzycy
| Obecny skład zespołu - Joakim Brodén – śpiew (od 1999), instrumenty klawiszowe (1999-2005, od 2012) - Pär Sundström – gitara basowa (od 1999) - Christoffer Rörland – gitara (od 2012) - Hannes Van Dahl – perkusja (od 2013) - Thobbe Englund – gitara (2012-2016, od 2024) | Muzycy koncertowi - Richard Larsson – perkusja (2006) - Kevin Foley – perkusja (2011) - Robban Bäck – perkusja (2011) - Frédéric Leclercq – gitara (2011) - Snowy Shaw – perkusja (2012–2013) | Byli członkowie zespołu - Richard Larsson – perkusja (1999-2001) - Daniel Mÿhr – instrumenty klawiszowe (2005-2012) - Daniel Mullback – perkusja (2001-2012) - Rikard Sundén – gitara (1999-2012) - Oskar Montelius – gitara (1999-2012) - Robban Bäck – perkusja (2012–2013) - Tommy Johansson – gitara (2016-2024) |

Oś czasu

## Dyskografia

### Albumy studyjne
| 2005                                    | Primo Victoria - Data: 4 marca 2005 - Wydawca: Black Lodge Records            | –  | –  | –  | –  | – | –  | –  | –  | –  | –  | –   | –  |                                                         |
| 2006                                    | Attero Dominatus - 28 lipca 2006 - Wydawca: Black Lodge Records               | 16 | –  | –  | –  | – | –  | –  | –  | –  | –  | –   | –  |                                                         |
| 2007                                    | Metalizer - Data: 16 marca 2007 - Wydawca: Black Lodge Records                | 21 | –  | –  | –  | – | –  | –  | –  | –  | –  | –   | –  |                                                         |
| 2008                                    | The Art of War - Data: 30 maja 2008 - Wydawca: Black Lodge Records            | 5  | –  | –  | –  | – | –  | –  | –  | –  | –  | –   | –  |                                                         |
| 2010                                    | Coat of Arms - Data: 21 maja 2010 - Wydawca: Nuclear Blast Records            | 4  | 33 | 71 | 19 | 9 | 17 | –  | –  | –  | –  | –   | –  | - POL: złota płyta                                      |
| 2012                                    | Carolus Rex - Data: 25 maja 2012 - Wydawca: Nuclear Blast Records             | 2  | 19 | 23 | 7  | 7 | 9  | 99 | 67 | 21 | 90 | 183 | –  | - SWE: platynowa płyta - POL: złota płyta               |
| 2014                                    | Heroes - Data: 16 maja 2014 - Wydawca: Nuclear Blast Records                  | 1  | 7  | 11 | 3  | 6 | 2  | 72 | 28 | 13 | 37 | 59  | 99 | - SWE: złota płyta - FIN: złota płyta                   |
| 2016                                    | The Last Stand - Data: 19 sierpnia 2016 - Wydawca: Nuclear Blast Records      | 1  | 1  | 2  | 2  | 2 | 1  | 11 | 3  | 11 | 11 | 17  | 63 | - POL: złota płyta - SWE: złota płyta - CZ: złota płyta |
| 2019                                    | The Great War - Data: 19 lipca 2019 - Wydawca: Nuclear Blast Records          | 1  | 1  | 3  | 1  | 3 | 3  | 19 | 3  | 4  | 13 | 11  | 42 | - POL: złota płyta                                      |
| 2022                                    | The War to End All Wars - Data: 4 marca 2022 - Wydawca: Nuclear Blast Records |    |    |    |    |   |    |    |    |    |    |     |    |                                                         |
| „–” oznacza, że album nie był notowany. |                                                                               |    |    |    |    |   |    |    |    |    |    |     |    |                                                         |

### Albumy koncertowe
| World War Live: Battle of the Baltic Sea | - Data: 5 sierpnia 2011 - Wydawca: Nuclear Blast  | 25 | 62 | 26 | 9 | –   | –   | - POL: złota płyta |
| Swedish Empire Live                      | - Data: 20 września 2013 - Wydawca: Nuclear Blast | –  | –  | 17 | – | –   | 170 |                    |
| Heroes on Tour                           | - Data: 4 marca 2016 - Wydawca: Nuclear Blast     | –  | 99 | 8  | – | 157 | 146 |                    |
| „–” oznacza, że album nie był notowany.  |                                                   |    |    |    |   |     |     |                    |

### Albumy wideo
| World War Live: Battle of the Baltic Sea | - Data: 5 sierpnia 2011 - Wydawca: Nuclear Blast  | – | – | – | – | – | –   |
| Swedish Empire Live                      | - Data: 20 września 2013 - Wydawca: Nuclear Blast | 1 | 5 | – | 1 | – | –   |
| Heroes on Tour                           | - Data: 4 marca 2016 - Wydawca: Nuclear Blast     | 1 | 2 | 6 | 1 | 7 | 195 |
| „–” oznacza, że album nie był notowany.  |                                                   |   |   |   |   |   |     |

### Single
| Tytuł                                | Rok  | Pozycja na liście | Certyfikat         | Album          |
| Tytuł                                | Rok  | SWE               | Certyfikat         | Album          |
| ------------------------------------ | ---- | ----------------- | ------------------ | -------------- |
| „Masters of the World”               | 2007 | –                 |                    | Metalizer      |
| „Cliffs of Gallipoli”                | 2008 | 1                 | - SWE: złota płyta | The Art of War |
| „Coat of Arms”                       | 2010 | 17                |                    | Coat of Arms   |
| „Screaming Eagles”                   | 2011 | –                 |                    | Coat of Arms   |
| „The Lion From The North”            | 2012 | –                 |                    | Carolus Rex    |
| „Carolus Rex”                        | 2012 | –                 |                    | Carolus Rex    |
| „40:1”                               | 2013 | –                 |                    | The Art of War |
| „To Hell and Back”                   | 2014 | 51                |                    | Heroes         |
| „Resist and Bite”                    | 2014 | –                 |                    | Heroes         |
| „The Lost Battalion”                 | 2016 | –                 |                    | The Last Stand |
| „Blood of Bannockburn”               | 2016 | –                 |                    | The Last Stand |
| „Shiroyama”                          | 2016 | –                 |                    | The Last Stand |
| „In The Army Now” (Status Quo Cover) | 2016 |                   |                    | Carolus Rex    |
| „Kingdom Come” (Manowar Cover)       | 2018 | –                 |                    | –              |
| „Bismarck”                           | 2019 | –                 |                    | –              |
| „Fields of Verdun”                   | 2019 | –                 |                    | The Great War  |
| „The Red Baron”                      | 2019 | –                 |                    | The Great War  |
| „Great War”                          | 2019 | –                 |                    | The Great War  |
| „82nd All the Way”                   | 2019 | –                 |                    | The Great War  |
| „Livgardet”                          | 2021 | –                 |                    |                |
| „Defence of Moscow”                  | 2021 | –                 |                    |                |
| „Christmas Truce”                    | 2021 | –                 |                    |                |
| „Soldier of Heaven‟                  | 2022 | –                 |                    |                |
| „The Unkillable Soldier‟             | 2022 | –                 |                    |                |
| „Race to the Sea‟                    | 2022 | –                 |                    |                |

#### Kompilacje
| Rok  | Tytuł i dane dot. kom.                                                 | Dodatkowe informacje                 |
| ---- | ---------------------------------------------------------------------- | ------------------------------------ |
| 2001 | Fist for Fight - Data: 2001 - Wydawca: Underground Symphony            | - Kompilacja utworów z płyt DEMO     |
| 2012 | Metalus Hammerus Rex - Data: 18 kwietnia 2012 - Wydawca: Nuclear Blast | - Dodatek do magazynu „Metal Hammer” |

### Minialbumy
| Rok  | Tytuł i dane dot. minialbumu                                                   | Dodatkowe informacje                |   |
| ---- | ------------------------------------------------------------------------------ | ----------------------------------- | - |
| 2007 | Attero Dominatus & Primo Victoria sampler - Data: 2007 - Wydawca: Black Lodgue | _                                   |   |
| 2016 | Burn In Hell - Data: 21 lipca 2016 - Wydawca: Nuclear Blast                    | - Dodatek do magazynu „Sweden Rock” | _ |
| 2022 | Weapons Of The Modern Age - Data: 30 września 2022 - Wydawca: Nuclear Blast    |                                     |   |
| 2023 | Heroes Of The Great War - Data: 20 stycznia 2023 - Wydawca: Nuclear Blast      |                                     |   |

### Inne
| Rok  | Tytuł i dane dot. albumu                                                   | Dodatkowe                                                                   |
| ---- | -------------------------------------------------------------------------- | --------------------------------------------------------------------------- |
| 1999 | Sabaton (Demo) - Data: 1999 - Wydawca: wydanie własne                      | - Album DEMO                                                                |
| 2003 | Overlord (Demo) - Data: 2003 - Wydawca: wydanie własne                     | - Album DEMO                                                                |
| 2016 | Decades of Destruction - Data: 2 października 2016 - Wydawca: Metal Hammer | - Dodatek do Magazynu „Metal Hammer” znajduje się tam jeden utwór Sabatonu. |

## Teledyski

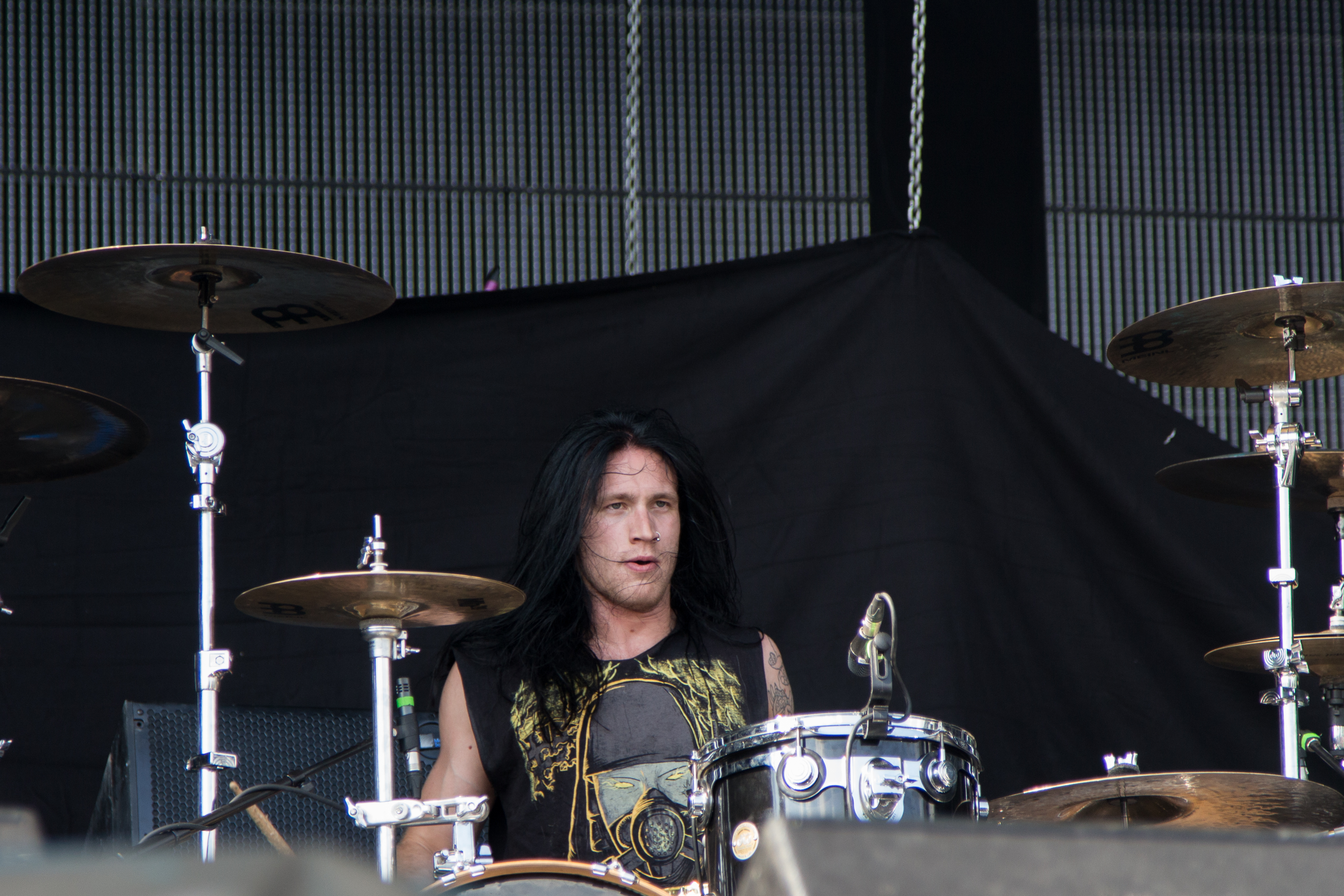
Hannes Van Dahl podczas koncertu na festiwalu See-Rock 1 sierpnia 2014 roku

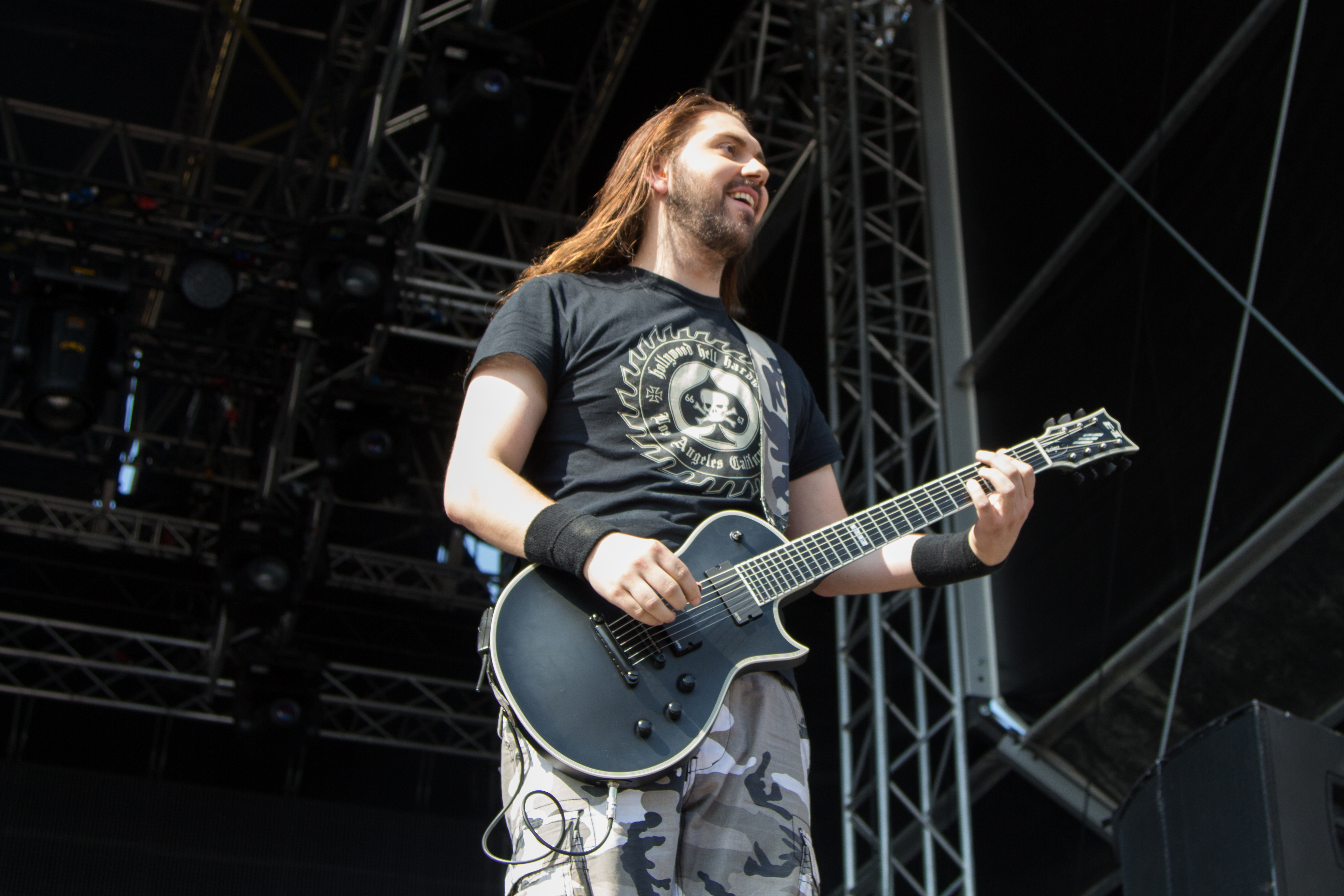
Christoffer Rörland podczas koncertu na festiwalu See-Rock 1 sierpnia 2014 roku

| Rok  | Tytuł                                              | Reżyseria        | Album                     |
| ---- | -------------------------------------------------- | ---------------- | ------------------------- |
| 2006 | „Attero Dominatus”                                 | –                | Attero Dominatus          |
| 2008 | „Metal Crüe”                                       | –                | Attero Dominatus          |
| 2008 | „Cliffs Of Galipoli”                               | –                | The Art Of War            |
| 2009 | „40:1”                                             | Jacek Raginis    | The Art Of War            |
| 2010 | „Coat Of Arms”                                     | –                | Coat Of Arms              |
| 2010 | „Uprising”                                         | Jacek Raginis    | Coat Of Arms              |
| 2011 | „Screaming Eagles”                                 | Nicholas Dackard | Coat Of Arms              |
| 2012 | „Carolus Rex” (lyric video)                        | –                | Carolus Rex               |
| 2012 | „The Lion From The North (lyric video)             | –                | Carolus Rex               |
| 2012 | „A Lifetime Of War” (lyric video)                  | –                | Carolus Rex               |
| 2014 | „To Hell And Back” (lyric video)                   | –                | Heroes                    |
| 2014 | „Resist And Bite” (lyric video)                    | –                | Heroes                    |
| 2014 | „To Hell And Back”                                 | Owe Lingvall     | Heroes                    |
| 2014 | „Night Witches” (lyric video)                      | –                | Heroes                    |
| 2016 | „The Lost Battalion” (lyric video)                 | –                | The Last Stand            |
| 2016 | „Blood Of Bannockburn” (lyric video)               | –                | The Last Stand            |
| 2016 | „Shiroyama” (lyric video)                          | –                | The Last Stand            |
| 2016 | „Sparta” (lyric video)                             | –                | The Last Stand            |
| 2017 | „Primo Victoria”                                   | –                | Primo Victoria            |
| 2018 | „The Last Stand”                                   | –                | The Last Stand            |
| 2018 | „Kingdom Come” (Manowar cover)                     | –                | –                         |
| 2018 | „Winged Hussars” (lyric video)                     | –                | The Last Stand            |
| 2018 | „Last Dying Breath” (lyric video)                  | –                | The Last Stand            |
| 2018 | „Blood Of Bannockburn” (lyric video II)            | –                | The Last Stand            |
| 2018 | „Diary Of An Unkown Soldier (lyric video)          | –                | The Last Stand            |
| 2018 | „Rorker’s Drift” (lyric video)                     | –                | The Last Stand            |
| 2018 | „Sparta” (lyric video II)                          | –                | The Last Stand            |
| 2018 | „The Last Battle” (lyric video)                    | –                | The Last Stand            |
| 2018 | „The Lost Battalion” (lyric video II)              | –                | The Last Stand            |
| 2018 | „Shiroyama” (lyric video II)                       | –                | The Last Stand            |
| 2018 | „Hill 3234” (lyric video)                          | –                | The Last Stand            |
| 2018 | „The Last Stand” (lyric video)                     | –                | The Last Stand            |
| 2019 | „Bismarck”                                         | Matthias Hoene   | –                         |
| 2019 | „Fields of Verdun”                                 | –                | The Great War             |
| 2019 | „The Red Baron”                                    | –                | The Great War             |
| 2019 | „Great War”                                        | –                | The Great War             |
| 2019 | „82nd All the Way” (lyric video)                   | –                | The Great War             |
| 2019 | „Bismarck” (lyric video)                           | –                | –                         |
| 2019 | „Angels Calling” feat. Apocalyptica                | –                | –                         |
| 2019 | „Seven Pillars Of Wisdom”                          | –                | The Great War             |
| 2020 | „The Future of Warfare” (lyric video)              | –                | The Great War             |
| 2020 | „Seven Pillars of Wisdom” (lyric video)            | –                | The Great War             |
| 2020 | „82nd All the Way” (lyric video II)                | –                | The Great War             |
| 2020 | „The Attack of the Dead Man” (lyric video)         | –                | The Great War             |
| 2020 | „Devil Dogs” (lyric video)                         | –                | The Great War             |
| 2020 | „The Red Baron” (lyric video II)                   | –                | The Great War             |
| 2020 | „A Ghost in the Trenches” (lyric video)            | –                | The Great War             |
| 2020 | „The End of the War to End All Wars” (lyric video) | –                | The Great War             |
| 2020 | „In Flanders Fields” (lyric video)                 | –                | The Great War             |
| 2020 | „Fields of Verdun” (lyric video)                   | –                | The Great War             |
| 2020 | „The Lion From The North”                          | –                | –                         |
| 2020 | „Ghost Division” (live)                            | –                | –                         |
| 2020 | „Great War” (live)                                 | –                | –                         |
| 2020 | „The Attack Of The Dead Men” (live)                | –                | –                         |
| 2020 | „Seven Pillars Of Wisdom” (live)                   | –                | –                         |
| 2020 | „The Lost Battalion” (live)                        | –                | –                         |
| 2020 | „The Red Baron” (live)                             | –                | –                         |
| 2020 | „The Last Stand” (live)                            | –                | –                         |
| 2020 | „82nd All The Way” (live)                          | –                | –                         |
| 2020 | „Night Witches” (live)                             | –                | –                         |
| 2020 | „Angels Calling” (live)                            | –                | –                         |
| 2020 | „Fields Of Verdun” (live)                          | –                | –                         |
| 2020 | „Devil Dogs”                                       | –                | The Great War             |
| 2020 | „The Price Of A Mile” (live)                       | –                | –                         |
| 2020 | „Lejonet Från Norden” (live)                       | –                | –                         |
| 2020 | „Carolus Rex” (live)                               | –                | –                         |
| 2020 | „Primo Victoria” (live)                            | –                | –                         |
| 2020 | „Bismarck” (live)                                  | –                | –                         |
| 2020 | „Swedish Pagans” (live)                            | –                | –                         |
| 2020 | „The Attack Of The Dead Men”                       | –                | The Great War             |
| 2020 | „To Hell And Back” (live)                          | –                | –                         |
| 2020 | „82nd All The Way” feat. Amaranthe (live)          | –                | –                         |
| 2020 | „En Livstid I Krig” (live)                         | –                | –                         |
| 2020 | „Resist and Bite” (live)                           | –                | –                         |
| 2020 | „Uprising” (live)                                  | –                | –                         |
| 2020 | „Winged Hussars” (live)                            | –                | –                         |
| 2020 | „The Future Of Warfare”                            | –                | The Great War             |
| 2020 | „Saboteurs” (live)                                 | –                | –                         |
| 2020 | „Night Witches” (animated video)                   | –                | –                         |
| 2020 | „Night Witches” (animated video II)                | –                | –                         |
| 2020 | „The Final Solution” (lyric video)                 | –                | –                         |
| 2020 | „In Flanders Fields” (lyric video II)              | –                | –                         |
| 2020 | „No Bullets Fly” (animated video)                  | –                | –                         |
| 2021 | „Livgardet”                                        | Rickard Erixon   | –                         |
| 2021 | „Livgardet” (lyric video)                          | –                | –                         |
| 2021 | „Defence of Moscow”                                | –                | –                         |
| 2021 | „Defence of Moscow” (lyric video)                  | –                | –                         |
| 2022 | „Father” (lyric video)                             | –                | Weapons Of The Modern Age |
| 2023 | „The First Soldier” (lyric video)                  | –                | Heroes Of The Great War   |

## Nagrody i wyróżnienia

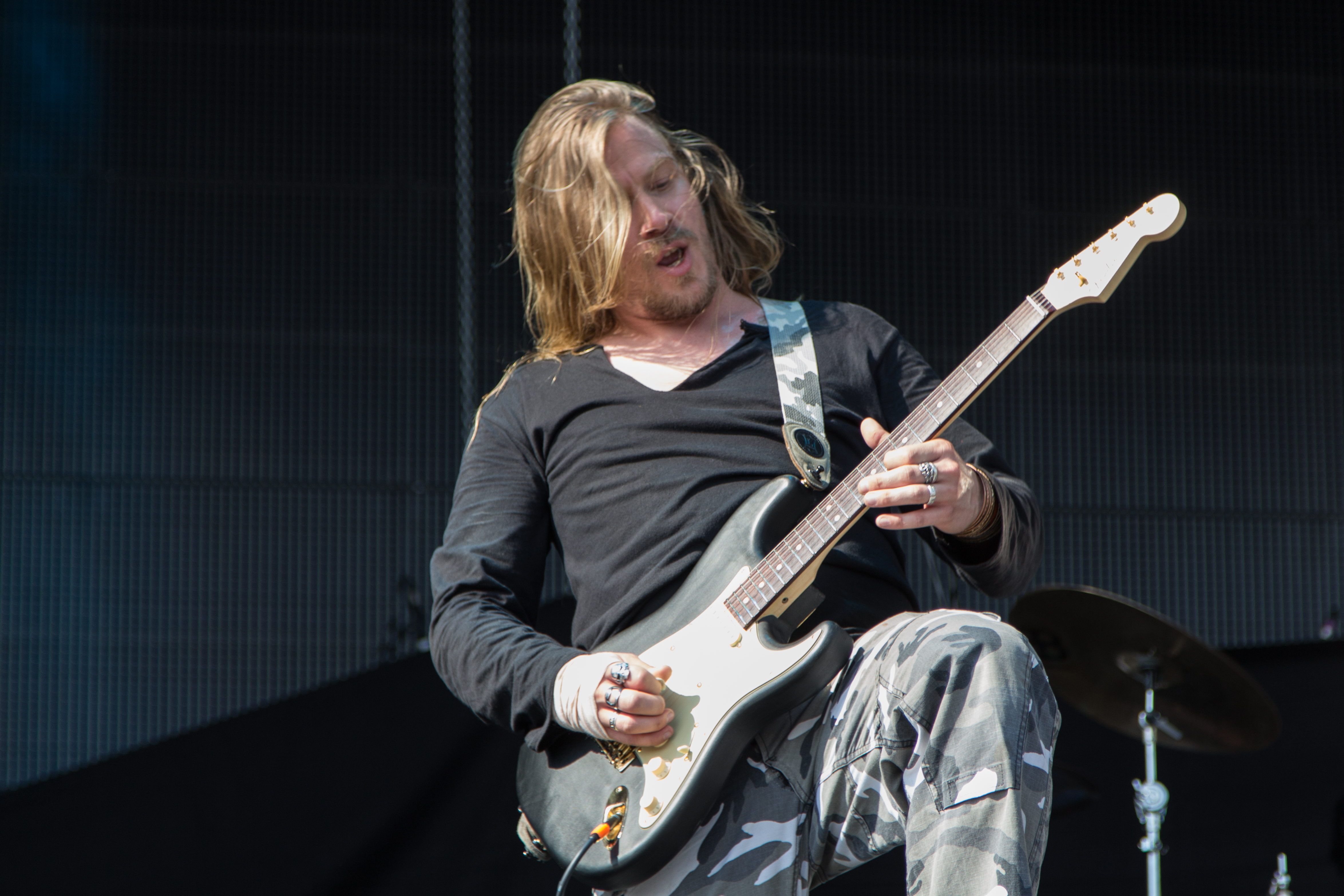
Thobbe Englund podczas koncertu na festiwalu See-Rock 1 sierpnia 2014 roku

| Rok  | Kategoria                    | Tytułem        | Nagroda                         | Nota      | Źródło |
| ---- | ---------------------------- | -------------- | ------------------------------- | --------- | ------ |
| 2009 | Årets hårdrock               | The Art of War | Grammis                         | Nominacja | [ 59 ] |
| 2011 | Årets hårdrock               | Coat of Arms   | Grammis                         | Nominacja | [ 60 ] |
| 2011 | Best Breakthrough            | Sabaton        | Metal Hammer Golden Gods Awards | Laur      | [ 61 ] |
| 2012 | Metal As Fuck                | Sabaton        | Metal Hammer Golden Gods Awards | Nominacja | [ 62 ] |
| 2013 | Årets hardrock/metal         | Carolus Rex    | Grammis                         | Nominacja | [ 63 ] |
| 2013 | Årets liveakt metal/hårdrock | Sabaton        | Rockbjörnen                     | Laur      | [ 64 ] |
| 2014 | Årets hårdrock/metal         | Sabaton        | Rockbjörnen                     | Laur      | [ 65 ] |